# Wypadek ubezpieczeniowy
Wypadek ubezpieczeniowy – przewidziane w umowie ubezpieczenia zdarzenie losowe, wystąpienie którego powoduje powstanie obowiązku wypłaty odszkodowania lub innego świadczenia przez ubezpieczyciela. Z wystąpieniem wypadku ubezpieczeniowego związana jest ekspektatywa, która przeradza się w wierzytelność.
Wypadkiem ubezpieczeniowym jest według umowy ubezpieczeniowej:
- zdarzenie przyszłe,
- zdarzenie niepewne,
- zdarzenie prawne.